# Bildungssystem in Grönland

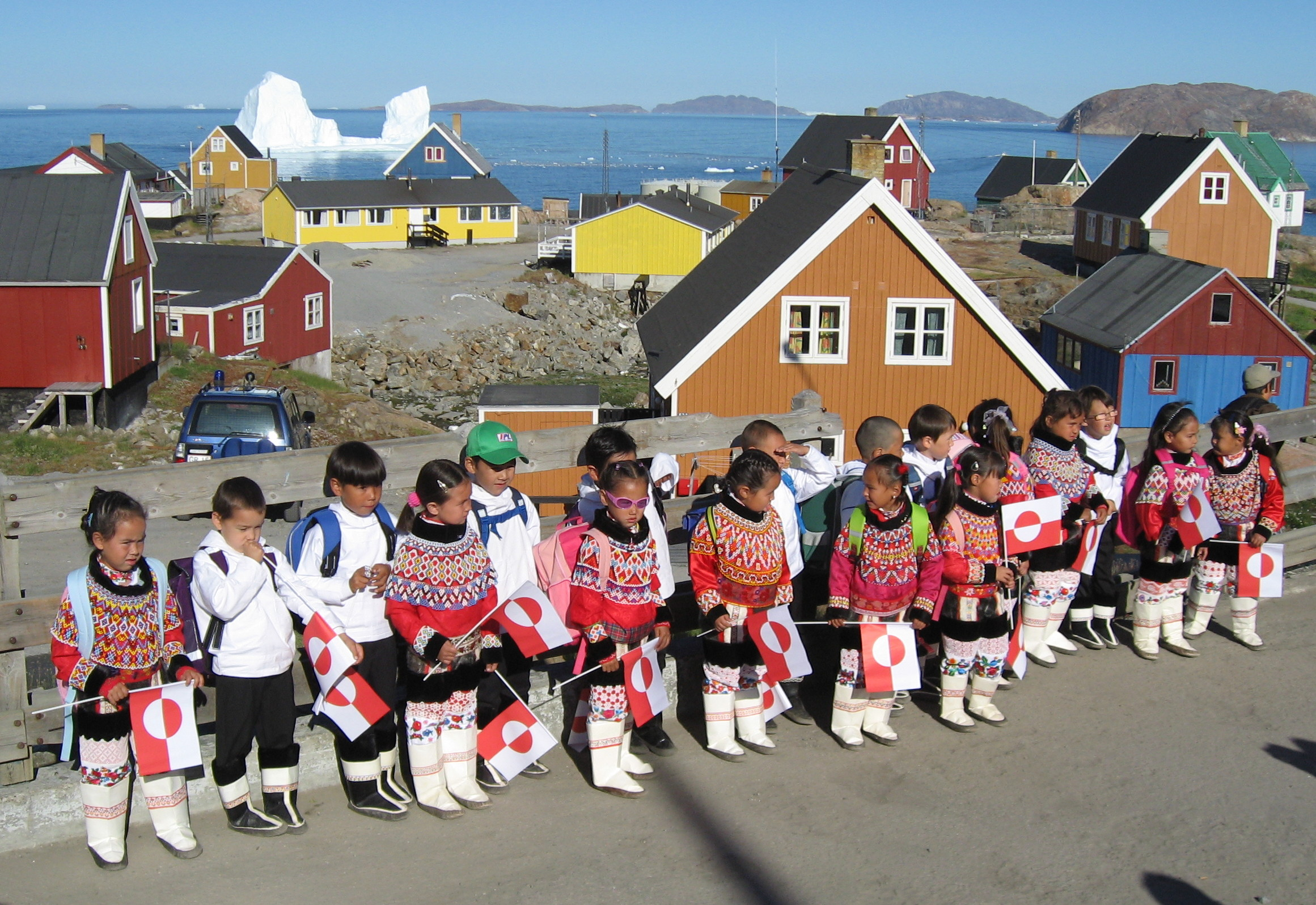
Schulkinder am ersten Folkeskoletag in Upernavik (2007)

Das Bildungssystem in Grönland hat sich von den Anfängen an im Laufe von rund 300 Jahren an das dänische Bildungssystem angepasst. Heute gibt es in Grönland eine zehnjährige Unterrichtspflicht, die um eine Gymnasialbildung und zahlreiche Berufsausbildungen sowie Studiengänge ergänzt werden kann. Dabei muss das Land den Problemen der geringen Einwohnerzahl und der großen Verstreutheit der Bevölkerung trotzen, um dennoch ein Bildungssystem nach westlichen Standard anbieten zu können.

## Geschichte

### 1721–1905

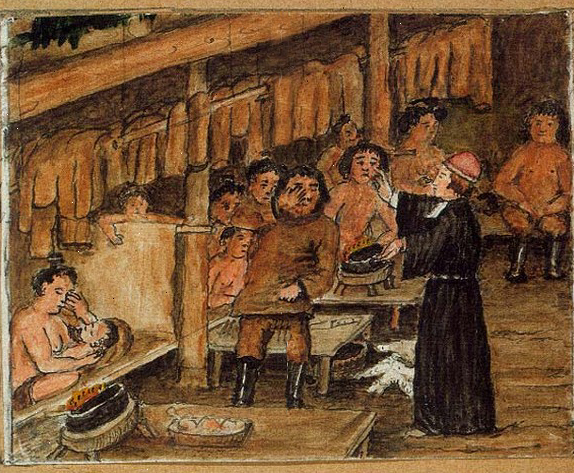
Grönländer werden missioniert. Eine Malerei von Aron von Kangeq

Die neuzeitliche Geschichte Grönlands beginnt vor allem mit der Kolonialisierung des Westteils der Insel im Jahr 1721 durch Hans Egede und damit auch die Bildungsgeschichte des Landes. Von Anfang an stand die Missionierung der heidnischen Inuit im Mittelpunkt. Daher oblag die Bildung den Missionaren und Katecheten und in kleineren Siedlungen den Vorlesern (dänisch læsere), die selbst keine über die Schule hinausgehende Bildung genossen hatten. Nur die Grönländer unter der Obhut dänischer Missionare konnten 1798 lesen und schreiben, während diejenigen, die von der Herrnhuter Brüdergemeine missioniert wurden, keine solchen Kenntnisse hatten. Der Unterricht fand ausschließlich auf Grönländisch statt, also der Muttersprache der Kalaallit. Früh setzte man hier verstärkt auf Grönländer als Unterrichtspersonen, da die Dänen Probleme hatten die Grönländische Sprache zu erlernen. Die Grönländer wurden im Lesen, Schreiben und Rechnen unterrichtet. Das zentrale Unterrichtsfach war Theologie, dazu wurden auch Geografie, Geschichte und Naturgeschichte gelehrt. Anfangs existierte keine Schulpflicht und kaum Schulgebäude in Grönland und der Unterricht fand vor allem in Kapellen und den Wohnungen der kirchlichen Funktionsträger statt. Die ersten echten Schulen wurden in Nuuk und Qasigiannguit und später in Ilulissat und Ilimanaq errichtet. Die bedeutendsten Personen zu Beginn der Schulgeschichte Grönlands waren der Missionar Jørgen Sverdrup (1732–1810), der Seminariumsleiter Nikolaj Edinger Balle (1839–1900), der Inspektor Hinrich Johannes Rink (1819–1893), der Sprachwissenschaftler Samuel Kleinschmidt (1814–1886) und der Pädagoge Rasmus Berthelsen (1827–1901).

### 1905–1950
1905 wurde das Bildungswesen in Grönland gesetzlich dem dänischen Staat unterstellt. In dieser Zeit war der Seminariumsleiter Christian Wilhelm Schultz-Lorentzen (1873–1951) die wichtigste Person des grönländischen Bildungswesens, unter dem das Seminarium stark vergrößert wurde. Erst 1925 wurde in Grönland die siebenjährige Schulpflicht eingeführt, die in Dänemark schon seit 1814 herrschte. Obwohl bereits zuvor die meisten Grönländer eine Schulbildung genossen hatten, war es nun Pflicht sieben Jahre zur Schule zu gehen. Anschließend konnte man freiwillig eine Efterskole besuchen und im Anschluss auf eine dänische Hochschule oder Grønlands Seminarium gehen, das bereits seit 1845 die grönländischen Katecheten und Pastoren ausbildete (siehe zur Geschichte dort). Zeitgleich wurde unter Aage Bugge auch der Dänischunterricht verpflichtend im grönländischen Schulwesen und so wurde nach etwa 200 Jahren erstmals der Bevölkerung gezielt die Sprache der Kolonialisten gelehrt, da man den Grönländern so die Weiterbildung in Dänemark und bessere Arbeitsmöglichkeiten im Handels- und Verwaltungswesen ermöglichte, das zuvor von Dänen dominiert wurde. Diese Änderung kann als Keimzelle der Autonomiebestrebungen der Grönländer gesehen werden, die fortan in der gesellschaftlichen Hierarchie den Dänen näher- bis gleichgestellt waren.

### 1950–1979
1950 wurde erstmals Dänisch als Unterrichtssprache angeboten, was jedoch nur in den größten Städten möglich war und bald dazu führte, dass grönländische Eltern ihre Kinder in dänischsprachige Schulen schicken wollten, da sie hier bessere Bildungsmöglichkeiten sahen. Der starke Bevölkerungsanstieg um 1960 führte dazu, dass es plötzlich massiv an Lehrern für die innerhalb weniger Jahre verdreifachte Zahl an Schülern mangelte und so wurden Dänen ohne ausreichende Grönländischkenntnisse eingesetzt. Dazu kam, dass man bald begann Dänisch ab der ersten Klasse, aber Grönländisch erst ab der dritten Klasse zu unterrichten. Dies alles und die Einführung des Realschulabschlusses mit dem Schulgesetz von 1967 bewirkten eine weitere Annäherung an das dänische Schulsystem. Das wachsende Nationalitäts- und Selbstbestimmungsgefühl der Grönländer führte kurze Zeit später aber dazu, dass die Danisierung des grönländischen Schulwesens großer Kritik ausgesetzt war. Zudem war die Gleichsetzung des grönländischen Bildungssystems mit dem Dänischen ein so großer Niveauanstieg, dass viele Schüler nach der sechsten Klasse nach Dänemark wechseln mussten, um ausreichend Bildung für den Realschulabschluss zu erlangen.

### Seit 1979
Erst mit der Einführung der Hjemmestyre 1979 wurde ein auf die grönländischen Verhältnisse passendes Schulsystem ausgearbeitet, in dem die Unterrichtssprache Grönländisch war und Dänisch als erste Fremdsprache unterrichtet wurde. Der heutige gesetzliche Rahmen für Folkeskoler gilt seit 2013, in seiner aktuellen Form seit 2022, der für Efterskoler seit 2009, in seiner aktuellen Form seit 2013, und der für Gymnasien seit 2012, in seiner aktuellen Form 2021.

## Schulsystem
Seit 2002 müssen alle grönländischen Schüler zehn Jahre lang die Folkeskole (Volksschule) besuchen, die dreigeteilt ist in eine dreijährige Unterstufe (yngstetrinet), eine vierjährige Mittelstufe (mellemtrinet) und eine dreijährige Oberstufe (ældstetrinet). Alternativ können Kinder zu Hause unterrichtet werden, sofern die Eltern dies wünschen oder keine Möglichkeit besteht, die Kinder eine Schule besuchen zu lassen, beispielsweise weil sie in einer Schäfersiedlung wohnen. Nach der achten Klasse oder im Alter von 14 Jahren können Schüler auf eine Efterskole wechseln, die in diesem Fall die Folkeskole ersetzen kann.
Mit dem Abschluss der Folkeskole sind die Schüler dazu berechtigt, freiwillig eine dreijährige Gymnasialbildung wahrzunehmen.
Berufsschulen können nach dem Abschluss der 10. Klasse besucht werden. Die Ausbildung dauert durchschnittlich vier Jahre. Nach dem Abschluss der Gymnasialausbildung kann ein Studium oder vergleichbarer Bildungsweg begonnen werden, was wiederum zwei bis sechs Jahre in Anspruch nimmt.

## Bildungsinstitutionen in Grönland

### Folkeskoler

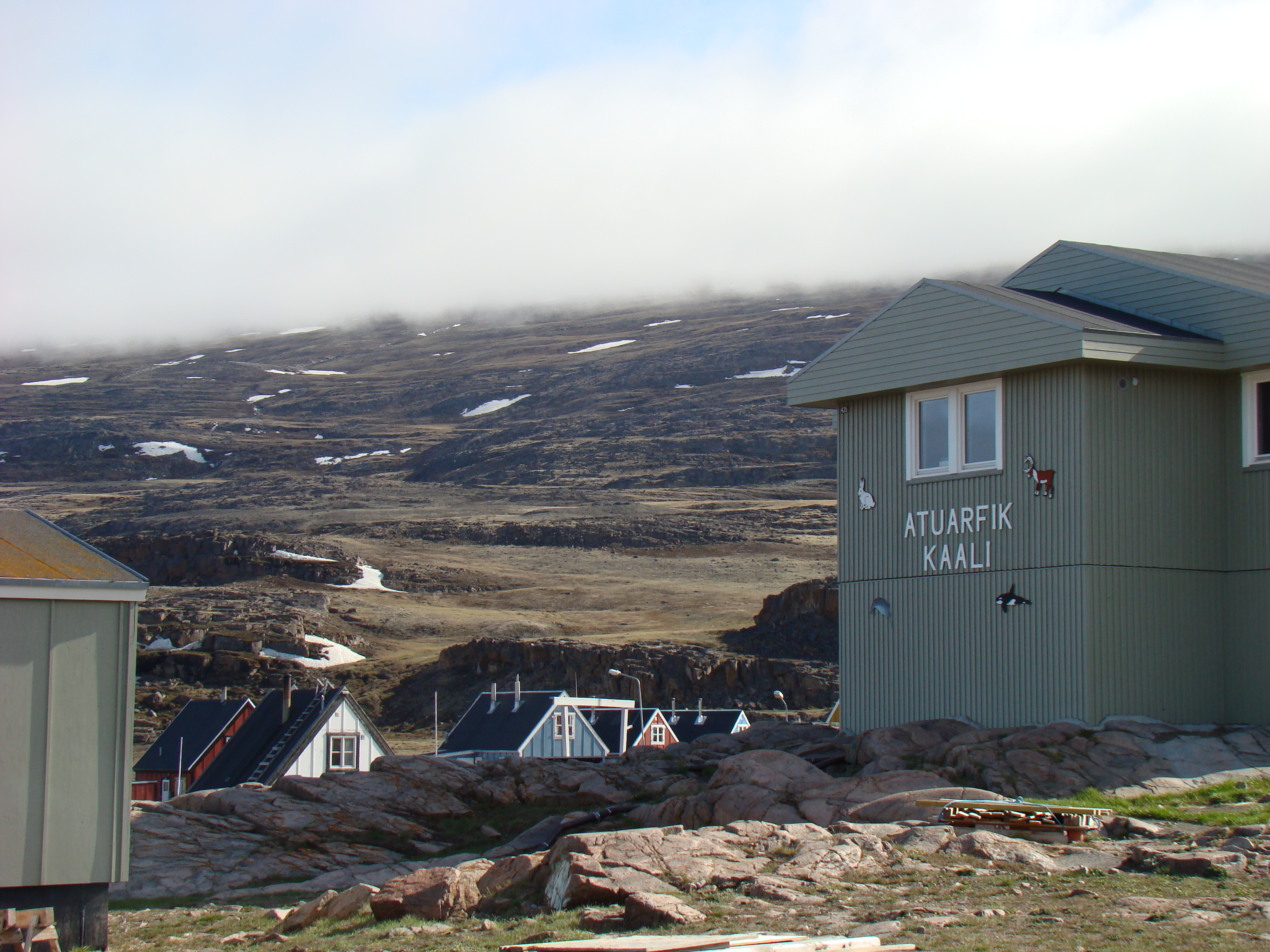
Die Folkeskole von Qaarsut, eine typische Dorfschule (2011)

Folkeskoler existieren in Grönland in jedem Dorf und teils mehrfach in den Städten und damit etwa 85 Stück. In Nuuk existieren fünf Volksschulen und zusätzlich die einzige Privatschule Grönlands. Viele Dörfer haben jedoch nur eine ein- oder geringe zweistellige Zahl an Schülern, die daher gemeinsam unterrichtet werden.
Im Yngstetrinnet werden Grönländisch, Dänisch, Gesellschaftskunde, Religion/Philosophie, Mathematik und Naturkunde unterrichtet. Im Mellemtrinnet wird zusätzlich Englisch unterrichtet. Im Ældstetrinnet kann eine dritte Fremdsprache erlernt werden. Darüber hinaus findet statt Naturkunde ein geteilter Unterricht in den Fächern Physik/Chemie, Biologie und Geografie statt. Zusätzlich gibt es in jeder Stufe einen Wahlbereich (Kunst, Musik, Sport etc.) und einen Bereich für persönliche Entwicklung (Selbstständigkeit, Gesundheit, Verantwortung etc.).

### Efterskoler
1928 wurde die erste Efterskole in Grönland in Aasiaat eröffnet und ebendort 1932 auch eine für Mädchen. Sie existiert heute nicht mehr. Die beiden heutigen Efterskoler sind die Villads Villadsenip Efterskole in Qasigiannguit und die Maniitsoq Efterskole in Maniitsoq. Die Villads Villadsenip Efterskole wurde 2009 eröffnet und unterrichtet 80 Schüler zwischen 16 und 18 neben den üblichen Fächern auch in drei Profilen Outdoor/Adventure, Kunst/Design und Medien/Kommunikation. Die Maniitsoq Efterskole (auch Maniitsumi Efterskoli oder Maniitsup Efterskolia) wurde 2011 eröffnet und unterrichtet 70 Schüler zwischen 14 und 17.

### Gymnasien
Der Gymnasienverbund Grönlands trägt den Namen GUX. Es gibt vier Gymnasien in Grönland, die sich in Aasiaat, Sisimiut, Nuuk und Qaqortoq befinden.
Die dreijährige Gymnasialausbildung besteht aus einem halben Jahr Grundausbildung und zweieinhalb Jahren Gymnasialunterricht nach ausgewählter Studienrichtung. In der Grundausbildung werden Grönländisch, Dänisch, Englisch, Kulturkunde, Wissenschaft, Studienmethodik und Sport unterrichtet. Anschließend kann jeder Schüler zwischen den neun Profilen Handel/Wirtschaft, Technik/Naturwissenschaft, Naturwissenschaft, Sprache/Humanistik, Allgemein, Gesundheitswissenschaft, Gesellschaftswissenschaft, Kreativität und Sport wählen.
In Aasiaat wird darüber hinaus eine zweijährige Gymnasialausbildung für Erwachsene ab 23 Jahren angeboten. Als eGUX kann das Gymnasium auch per Fernstudium besucht werden, falls man nicht in eine Stadt mit Gymnasium ziehen kann.

### Berufsschulen
In Grönland gibt es eine Vielzahl spezifischer Berufsschulen.

#### Teknikimik Ilinniarfik
Die Teknikimik Ilinniarfik (KTI) entstand 2011 durch die Fusion der Sanaartornermik Ilinniarfik (Bygge- og Anlægsskolen) in Sisimiut mit der Saviminilerinermik Ilinniarfik (Jern- og Metalskolen) in Nuuk. Sie hat daher zwei Standorte und unterrichtet etwa 650 Personen. Die Saviminilerinermik Ilinniarfik wurde 1969 als Zentralfachschule gegründet, in der Zimmerer, Maschinisten, Kfz-Mechatroniker, Skipper und Bauarbeiter ausgebildet wurden. 1977 wurde die Sanaartornermik Ilinniarfik ausgegliedert, in der fortan die Bauarbeiter gelehrt wurden.
In der Abteilung der ehemaligen Saviminilerinermik Ilinniarfik können folgende Ausbildungen wahrgenommen werden: Schlosser, Schiffsmonteur, Energietechniker, Schweißer, Baumaschinenmechaniker, Lastwagenmechaniker, Karosserieschmied, Automechaniker, Fahrradmechaniker, Flugzeugmechaniker, Boots-/Schneemobilmechaniker, Elektriker, IT-Assistent, Datentechniker, Radio-/Fernsehtechniker, Elektroniktechniker, Automatiktechniker, Bürotechniker, Elektrotechniker, Film-/Fernsehproduktionstechniker, Film-/Fernsehproduktionsassistent, Lager-/Transportarbeiter, Umzugsarbeiter, Lagerhelfer, Terminalarbeiter und Abfalltechniker.
In der Abteilung der ehemaligen Sanaartornermik Ilinniarfik werden folgende Ausbildungen angeboten: Sanitärmonteur, Zimmermann/Schreiner und Maler.
Die Abteilung der Rohstoffschule in Sisimiut bietet die beiden Ausbildungen Maschinenbauer und Bergmann an.
An der Abteilung ARTEK, die vom KTI in Zusammenarbeit mit Danmarks Tekniske Universitet (DTU) betrieben wird, werden Ingenieure für Arktische Technologie in den fünf Spezialisierungen Bau, Installation, Umwelt, Anlagen und Planung ausgebildet. Ebenfalls in Zusammenarbeit mit der DTU werden Ingenieure für Fischereitechnologie gelehrt, die sich auf Fischereitechnologie, Fischereiverwaltung und Fischverarbeitung spezialisieren können.

#### Niuernermik Ilinniarfik
Die Niuernermik Ilinniarfik mit Niederlassungen in Nuuk und in Qaqortoq (Campus Kujalleq) ist die grönländische Handelsschule. Sie bietet manche Ausbildungen nach dem Abschluss der Folkeskole und andere nach Bestehen des Gymnasiums an.
Mit dem Folkeskoleabschluss können folgende Schwerpunkte gewählt werden: Verwaltung und Verkauf. Zudem können mit einem Gymnasialabschluss oder einer abgeschlossenen Ausbildung über die NI in Dänemark Ausbildungen zum Anwaltssekretär, Arztsekretär, Revisorassistenten und Schifffahrtsassistenten gewählt werden.

#### Grønlands Maritime Center
Grønlands Maritime Center (Imarsiornermik Ilinniarfik), das seinen Sitz in Nuuk hat, aber eine Außenstelle in Paamiut besitzt, wurde 2013 in der Form gegründet.
Nach einem Grundstudium in Paamiut kann man sich zum Fischereileiter, Netzbinder, Schiffsoffizier und Schiffsassistenten ausbilden lassen.

#### Inuili
Die Lebensmittelschule Inuili in Narsaq bietet zahlreiche Ausbildungen im Gastronomie- und Ernährungsbereich an.
Folgende Ausbildungen können bei Inuili genommen werden: Konditor, Bäcker, Catering-/Kantineassistent, Schlachteranwärter, Schlachter, Ernährungsassisten, Ernährungshelfer, Gastronomieassistent, Koch, Prozesstechniker (nur mit Gymnasialabschluss), Rezeptionist, Rezeptions-/Tourismusassistent, Kellner.

#### Peqqissaanermik Ilinniarfik
Die Peqqissaanermik Ilinniarfik in Nuuk ist die 1993 gegründete Gesundheitsschule Grönlands. Sie bietet folgende Ausbildungsmöglichkeiten: Behindertenassistent, Gesundheitshelfer, Gesundheitsassistent, Rettungsassistent, Gesundheitsarbeiter, Klinikassistent und Zahnpfleger.

#### Perorsaanermik Ilinniarfik
Die Perorsaanermik Ilinniarfik (Socialpædagogisk Seminarium) in Ilulissat wurde 1995 gegründet und befindet sich in einem Neubau von 2011, der 2018 erweitert wurde. Es wird eine Ausbildung zum Sozialhelfer angeboten, auf die eine weiterführende Ausbildung zum Sozialassistenten folgen kann. Mit einem Gymnasialabschluss oder einer absolvierten Sozialassistentenausbildung kann zudem ein Bachelor als Sozialpädagoge erworben werden.

#### Kalaallisuuliornermik Ilinniarfik
Die Kalaallisuuliornermik Ilinniarfik (Nationaldragtsskole) in Sisimiut lehrt die Verarbeitung von Tierhaut und damit die Herstellung traditioneller grönländischer Kleidung.

#### Kunstskolen
In der Kunstschule in Nuuk werden Zeichnen, Acrylmalerei, grafischer und technischer Druck, Medienkunst und Skulpturkunst unterrichtet.

#### Grønlands Nationalteater
Das Nationaltheater ist für die Schauspielerausbildung in Grönland zuständig.

#### Upernaviarsuk Landbrugsskole
Die Landwirtschaftsschule in Upernaviarsuk bildet unter anderem grönländische Schafzüchter aus, die in den zahlreichen Schäfersiedlungen Südgrönlands leben und arbeiten. Sie lehrt darüber hinaus auch Landwirte spezialisiert auf Ackerbau und Gewächshauslandwirtschaft.

### Universitäre Weiterbildung

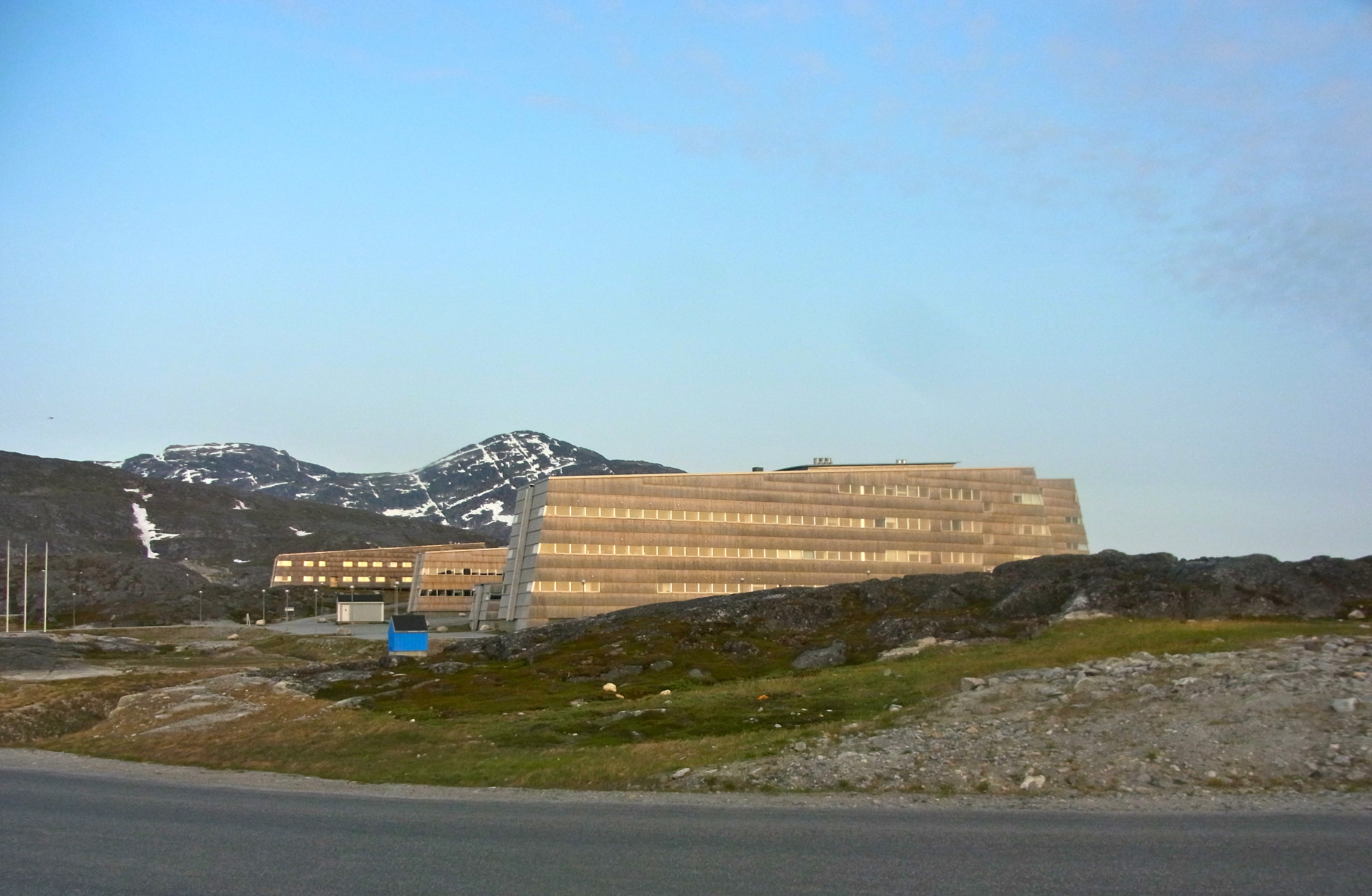
Die Universität von Grönland in Nuuk (2012)

Grønlands Universitet (Ilisimatusarfik) ist die einzige Universität des Landes. Sie wurde 1983 gegründet und ist seit 1987 eine eigenständige Universität. Sie liegt auf dem Campus Ilimmarfik in Nuuk und wurde 2018 von 70 Bachelor- und 8 Kandidatstudenten abgeschlossen.
Folgende Bachelorstudiengänge werden angeboten: Wirtschaft, Journalistik, Jura, Kultur-/Gesellschaftsgeschichte, Übersetzung/Dolmetschen, Gesellschaftswissenschaft, Sozialberater, Sprache/Literatur/Medien, Krankenpflege und Theologie. Als Nebenfächer können Geschichte und Religion gewählt werden. Im Kandidat können Kultur-/Gesellschaftsgeschichte, Gesellschaftswissenschaft, Sprache/Literatur/Medien und Westnordische Studien studiert werden. Dazu kommen eine Pastorenausbildung für Personen mit einem abgeschlossenen Theologiestudium und eine Lehrerausbildung, die Teil des eingegliederten Ilinniarfissuaq ist.
Darüber hinaus benötigen einige Kurse an den Berufsschulen einen Gymnasialabschluss. Dies sind eine Ausbildung zum Verwaltungsökonom und Finanzberater und eine allgemeine Finanzausbildung sowie die Fächer Internationaler Handel und Marktführung, Internationaler Transport und Logistik, Wirtschaft und Ressourcenverwaltung und IT-Leitung und -technologie an der Handelsschule in Nuuk, Ausbildungen zum Arktischen Touristenführer, Arktischen Adventure Guide oder Serviceökonom am Campus Kujalleq in Qaqortoq und zum Prozesstechniker bei Inuili in Narsaq.

### Højskoler

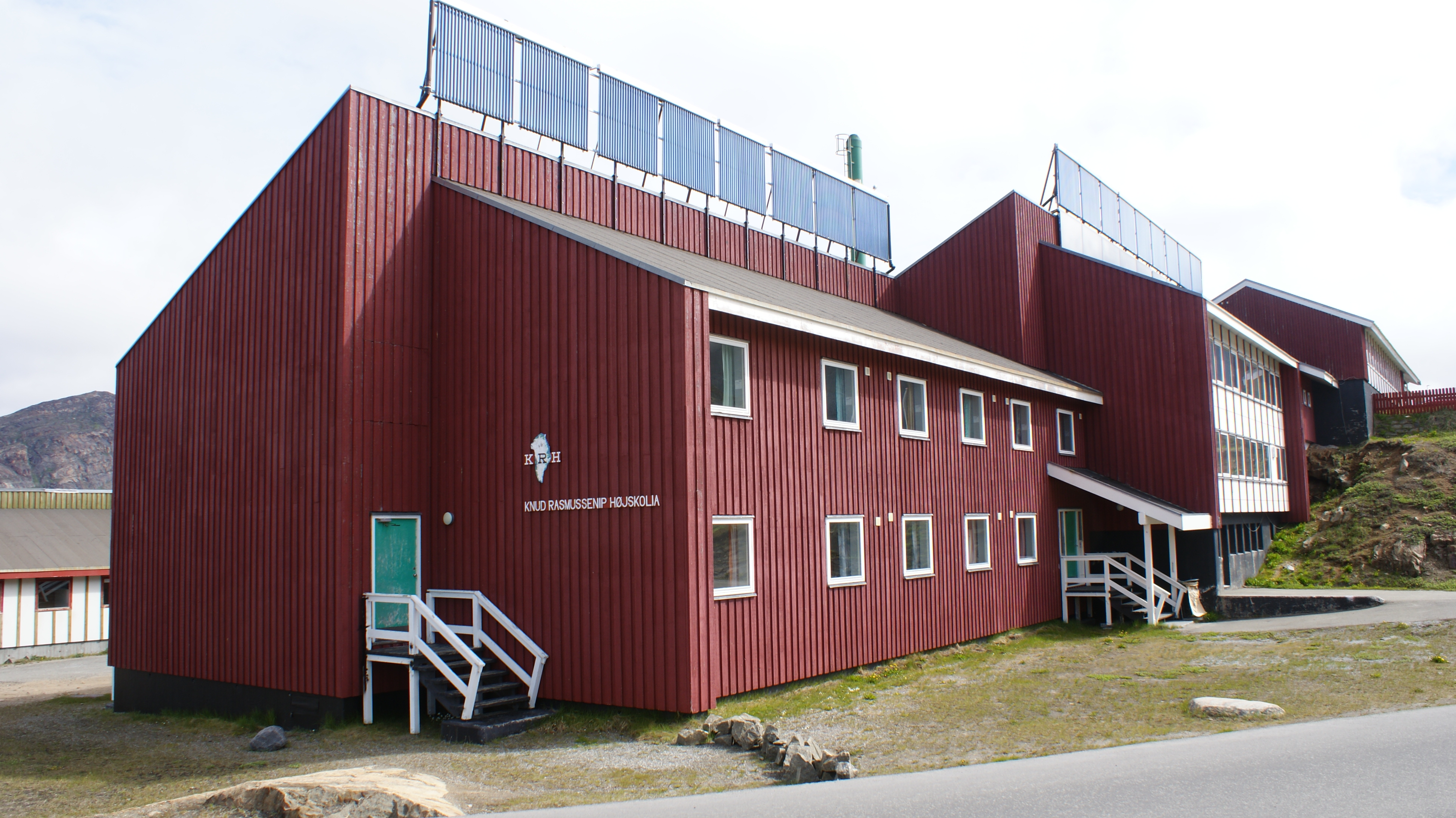
Knud Rasmussen Højskolia in Sisimiut (2010)

In Grönland gibt es zwei Højskoler: Knud Rasmussenip Højskolia in Sisimiut und Sulisartut Højskoliat in Qaqortoq. Die Knud Rasmussenip Højskolia (Knud Rasmussens Højskole) wurde 1962 nach mehrjähriger Anlaufzeit eröffnet und war die erste Hochschule Grönlands. Die Sulisartut Højskoliat wurde 1977 gegründet, um Funktionären der grönländischen Arbeitergewerkschaft Sulinermik Inuussutissarsiuteqartut Kattuffiat (SIK), ehemals Grønlands Arbejder Sammenslutning (GAS) einen Bildungsort zu bieten. Sie bietet etwa drei Dutzend Kurse an.

### Weitere Weiterbildungsmöglichkeiten
Neben den Hochschulen können sich Erwachsene zudem in unabhängigen Kursen an den Berufsschulen und der Universität weiterbilden lassen.
Die Niederlassungen von Piareersarfik und Piorsaavik, die sich in den Städten befinden, dienen als Weiterbildungs- und Berufsorientierungszentren.